# Семидырка
Семидырка — река в России, протекает в округе Вуктыл Республики Коми. Устье реки находится в 22 км по правому берегу реки Тельпос. Длина реки составляет 22 км. В 10 км от устья, по правому берегу реки впадает река Кузь-Кудию.
Река берёт начало на западных склонах горы Оссяур (1066 м НУМ), на Северном Урале. Течёт на северо-запад, вскоре после истока огибает вершину Пачамылык, через 12 км от истока принимает справа реку Кузь-Кудию. В верховьях Семидырка имеет характер горного ручья, после впадения Кузь-Кудию скорость течения составляет 0,7 м/с, а ширина около 12 м.
В нижнем течении образует острова и дробится на протоки. Всё течение реки проходит по ненаселённой горной тайге.

## Данные водного реестра
По данным государственного водного реестра России относится к Двинско-Печорскому бассейновому округу, водохозяйственный участок реки — Печора от водомерного поста у посёлка Шердино до впадения реки Уса, речной подбассейн реки — бассейны притоков Печоры до впадения Усы. Речной бассейн реки — Печора.
По данным геоинформационной системы водохозяйственного районирования территории РФ, подготовленной Федеральным агентством водных ресурсов:
- Код водного объекта в государственном водном реестре — 03050100212103000062354
- Код по гидрологической изученности (ГИ) — 103006235
- Код бассейна — 03.05.01.002
- Номер тома по ГИ — 03
- Выпуск по ГИ — 0